# Ciclopenteno
O ciclopenteno é um hidrocarboneto de fórmula química C5H8.  Ele é o cicloalqueno de 5 carbonos. Ele é um líquido incolor com odor de petróleo.
O ciclopenteno é produzido industrialmente em grande quantidade. Ele é usado como monômero para a síntese de plásticos, além de outras sínteses químicas.